# Ameloblasto
O ameloblasto refere-se a célula responsavel pela formação do esmalte e da membrana de Nasmith.
O ameloblasto possui uma prolongação, a qual secreta o esmalte, que denomina-se “processo de Tomes”, ou processo do ameloblasto.
É uma célula epitelial, cilíndrica que secreta PRISMAS ( barras de hidroxiapatite que vão desde o amelodentinário até a superfície do esmalte) e também, INTERPRISMAS ( estruturas que dão permeabilidade ao esmalte e possui materiais orgânicos, inorgânicos como proteína amorfa como enamelinas e amelogeninas, e fosfato de cálcio e carbonato de cálcio, respectivamente e água.
Tal secreção se dá a cada 7 dias, e durante esse intervalo o ameloblasto fica em repouso,  forma-se linhas incrementais no esmalte.